# Бригадир (пьеса)
«Бригадир» — комедия русского писателя Дениса Фонвизина, написанная в 1768—1769 годах и впервые поставленная на сцене в 1772 году. Считается первой самобытной комедией нравов в русской литературе.

## Сюжет
Действие происходит в поместье Советника, к которому приехали в гости Бригадир, Бригадирша и их сын Иван. Последний, недавно вернувшийся из Парижа и ставший галломаном, должен вскоре жениться на дочери Советника Софье. И Иван, и его родители, и Советник с Советницей — очень глупые и ограниченные люди. Софья, умная девушка с независимыми суждениями, влюблена в бедного дворянина Добролюбова, отвечающего ей взаимностью, но отец настаивает на браке с Иваном. При этом Иван и Советница (мачеха Софьи) влюблены друг в друга, Бригадир тоже пытается добиться расположения Советницы, а Советник — расположения Бригадирши (чтобы сблизиться с ней, он и задумал этот брак).
В финале Бригадир застаёт сына с Советницей, герои разоблачают друг друга, и Бригадир с семьёй уезжают. Софья получает возможность выйти за Добролюбова, который к этому времени получает большое наследство с двумя тысячами душ.

## Создание и оценки
Фонвизин написал «Бригадира» зимой 1768 — весной 1769 года в Москве, где проводил отпуск. К тому моменту молодой драматург (он родился в 1743 или 1745 году) был автором стихотворной комедии «Корион», переработки пьесы Жана-Батиста-Луи Грессе «Сидней», которая стала для него пробой сил. В течение лета 1769 года он прочёл «Бригадира» в ряде светских салонов Санкт-Петербурга, причём в числе слушателей были императрица Екатерина II и наследник престола Павел Петрович (впоследствии император Павел I). 19 августа 1772 года состоялась премьера в столичном придворном театре. Пьеса имела большой успех, в дальнейшем её ставили во многих театрах в столице, в Москве и в провинции. Предположительно в 1780 году «Бригадир» был впервые опубликован, в 1790 году, ещё при жизни автора, он увидел свет в составе XXXIII тома собрания «Российский феатр».
Пьеса получила высокие оценки современников Фонвизина из числа просветителей: в частности, в журнале «Трутень» опубликовал хвалебный отзыв Николай Новиков. Первые зрители видели в героях «Бригадира» типичные черты простых русских людей. Так, Никита Панин заявил в разговоре с драматургом: «…Бригадирша ваша всем родня; никто сказать не может, что такую же Акулину Тимофеевну не имеет или бабушку, или тётушку, или какую-нибудь свойственницу… Это в наших нравах первая комедия». Фонвизин стал одним из самых известных русских писателей своего времени. Позже он закрепил свой успех, написав комедию «Недоросль».
Исследователи констатируют, что в «Бригадире» Фонвизин следовал новаторским принципам драматургии, разработанным Дени Дидро, и подводил итоги жанровых поисков, шедших в литературном кружке Ивана Елагина. Начав с высмеивания галломании, он показывает ограниченность большинства персонажей, которая проявляется по-разному: Бригадир и Советник говорят на военном и чиновничьем жаргонах соответственно, Советница без ума от «любезных романов», Бригадирше «скучны те речи, от которых нет никакого барыша». Каждый характер раскрывается постепенно через высказывания персонажа, и в результате пьеса становится исследованием нравов всего общества. В силу этого «Бригадир» считается первой оригинальной комедией нравов в истории русской литературы.
Виссарион Белинский писал: «Русская комедия началась задолго до Фонвизина, но началась только с Фонвизина: его „Бригадир“ и „Недоросль“ наделали страшного шума при своем появлении и навсегда останутся в истории русской литературы как одно из примечательнейших явлений».